# Matt Mayhall
Matt Mayhall (* um 1985) ist ein US-amerikanischer Jazz- und Rockmusiker (Schlagzeug, Komposition).

## Leben und Wirken
Mayhall erwarb einen MFA in Jazzstudien am California Institute of the Arts (Cal Arts), an dem er Schlagzeug bei Joe LaBarbera, Improvisation bei Charlie Haden und Wadada Leo Smith sowie westafrikanisches Schlagzeug bei Alfred Ladzekpo studierte. Mayhall spielte nicht nur in an der Westküste aktiven Bands unter der Leitung von Jeff Parker und Chris Speed, sondern arbeitete auch mit Musikern wie Brad Shepik, David Binney, Eyvind Kang, Anthony Wilson, Adam Benjamin, Ralph Alessi, Eric Revis und Tim Lefebvre.
Des Weiteren spielte Mayhall mit The Both (einem Pop-Trio mit Aimee Mann und Ted Leo) und mit dem Folk-Sänger Dar Williams. Er spielte neben Fred Armisen und Bill Hader in der IFC-Serie Documentary Now! als Mitglied des Blue Jean Committee. Weiterhin arbeitete er mit dem Pop-Rock-Trio Big in Japan, dem Vinny Golia Octet und mit Peter Epstein & Idée Fixe. 2016 legte er das Album Tropes vor, eingespielt mit Jeff Parker, Paul Bryan und Jeff Babko. Mit dem Trompeter Dan Rosenboom entstand das Duoalbum Language (2020), mit Jeff Parker und Chris Speed das Trioalbum Fanatics.
Außerdem trat Mayhall in der The Tonight Show mit Jimmy Fallon, CONAN und in der Late Night Show mit Seth Meyers auf. Ferner verbrachte er mehrere Jahre in Josh Hadens Alt-Country/Slow-Core-Band Spain. Er trat neben den Haden Triplets in der spanischen Sendung „The Morning Becomes Eclectic Session“ sowie mit Petra Haden und Charlie Haden – in dessen letzten Aufnahmesession vor seinem Tod im Jahr 2014 – in Sargent Place auf. Im Bereich des Jazz war er laut Tom Lord zwischen 2008 und 2019 an acht Aufnahmesessions beteiligt.
Mayhall war Gastkünstler und Dozent am Cal Arts, der University of Southern California, der Metropolitan State University of Denver, der Willamette University und der University of Nevada, Reno. Außerdem war an der Fakultät des Musicians Institute und der California State University, Fresno tätig.
||

## Diskographische Hinweise
- Gavin Templeton: In Series (Nine Winds Records, 2013), mit Perry Smith, Matt Politano, Sam Minaie
- Tim Conley: The Art of Unfolding, Volume I (2019), mit Elliott Levin, Dan Rosenboom
- Picture Day - Live at the Blue Whale (2021), mit Adam Benjamin, Tim Lefebvre, Jeff Parker